# Charles Vanel
Charles-Marie Vanel, més conegut com a Charles Vanel, (Rennes, 21 d'agost de 1892 − Canes, 15 d'abril de 1989) va ser un actor i director de cinema francès.

## Biografia
Fill de comerciants instal·lats a París, no té una adolescència feliç sent expulsat de tots els centres escolars on va. Intenta entrar a la marina, però la va abandonar per problemes amb la vista. Finalment, comença a treballar en espectacles de teatre. Debuta en el cinema el 1912 amb Jim Crow de Robert Péguy, seguit per nombrosos altres papers en el cinema mut dels anys 1910 i  vint. Va rodar més de dues-centes pel·lícules, en un període de 77 anys.
Es va especialitzar en papers de personatges aspres o amargs, Vanel va continuar amb les seves activitats, fins i tot després de l'arribada del cinema sonor durant els  anys trenta, però no va trobar la consagració definitiva i la consolidació de la seva popularitat amb el públic fins després de la Segona Guerra Mundial.
Entre les seves moltes interpretacions, destaca el personatge de Jo a Le Salaire de la peur (1953), el conductor del camió en una de les més tenses i la dramàtiques pel·lícules de Henri-Georges Clouzot. Amb el paper de Jo, un tipus dur que a poc a poc revela la seva fragilitat interna, Vanel va guanyar el Premi a la interpretació masculina de Cannes de 1953. L'actor va ser dirigit de nou per Clouzot dos anys més tard a Diabolique (1955), en el paper de comissari jubilat Alfred Fichet.
En el mateix any, Vanel va treballar a To Catch a Thief (1955), dirigida per Alfred Hitchcock, on va fer el paper de mel·liflu i ambigu Bertani, propietari d'un restaurant a Niça i l'ex company de la Resistència del protagonista John Robie (Cary Grant).
Vanel va ser un dels actors francesos més longeus i versàtils de tots els temps. Sempre va assegurar un alt professionalisme, interpretant amb sobrietat, sensibilitat i perspicàcia a personatges molt diversos. Guanyador d'un premi especial a Cannes el 1970, es manté actiu en l'última dècada, especialment en els papers d'home gran i influent de la llei en pel·lícules prestigioses com La nit més bella de la meva vida  (1972) d'Ettore Scola i Cadaveri eccellenti (1976) de Rosi.
El seu memorable últim paper va ser Tre fratelli (1981), també dirigida per Rosi, ja que gairebé amb noranta anys interpreta magistralment el personatge d'un vell camperol de Puglia, que vidu, rep la visita dels seus tres fills (un jutge, un professor i un treballador).
Charles Vanel és enterrat a Mogins, Alps Marítims.
El 2002, a petició del cineasta Bertrand Tavernier, Louis Sclavis va compondre i gravar la banda sonora de l'únic llargmetratge dirigit per Charles Vanel, una pel·lícula muda de 1929: Dans la nuit.

## Filmografia

### Director
- 1929: Dans la nuit (llargmetratge)
- 1932: Affaire classée (curtmetratge)

### Actor

#### Període mut
- 1912: Jim Crow (curtmetratge, 281 m) de Robert Péguy - El cambrer
- 1912: Les Rivaux d'Arnheim d'Alfred Machin - C.Vanel és mencionat en l'equip tècnic
- 1917: La p'tite du sixième de Louis Mercanton i René Hervil
- 1920: Miarka, la fille a l'ours de Louis Mercanton - Mario, el guardabosc
- 1920: Le secret de Lone-Star de Jacques de Baroncelli -- Figuració
- 1921: La Fille de Camargue d'Henri Étiévant - El vaquer
- 1921: Crépuscule d'épouvante d'Henri Étiévant - Michel Servan
- 1921: L'Enfant du carnaval o Le Bonheur perdu d'Ivan Mosjoukine i Garnier
- 1922: L'Âtre o Au creux des sillons de Robert Boudrioz - Bernard Larade
- 1922: Phroso de Louis Mercanton - Dimitri
- 1923: Le Vol de Robert Péguy - Favier
- 1923: Tempêtes de Robert Boudrioz - Raoul Mauduit i Mr de Foulquier
- 1923: La Mendiante de Saint-Sulpice de Charles Burguet, pel·lícula rodada en dos episodis - Gilbert Rollin
- 1923: La Maison du mystère d'Alexandre Volkov, pel·lícula rodada en 10 episodis: L'ami félon, Le secret de l'étang, L'ambition au service de la haine, L'implacable verdict, Le pont vivant, La veu du sang, Les caprices du destin, En champs-clos, Les angoisses de Corradin, Le triomphe de l'amour - Henri Corradin
- 1923: Calvaire d'amour de Victor Tourjansky - Brémond
- 1923: Du crépuscule a l'aube de Jacques de Féraudy
- 1924: Pêcheur d'Islande de Jacques de Baroncelli - Yann, el pescador
- 1924: La Nuit de la revanche d'Henri Étiévant - Mattéo Saluccio
- 1924: In the Spider's Web de Robert Boudrioz - Stephen Powers
- 1924: La Flambée des rêves o Un home riche de Jacques de Baroncelli - Lucien Reneval
- 1924: Les Cinquante ans de Don Juan o Le Réveil de Maddalone d'Henri Étiévant - Lorenzo Castucci
- 1924: L'Autre aile d'Henri Andréani - Gaston Lager
- 1924: Âme d'artiste o Rêve et réalité de Germaine Dulac
- 1925: Le Réveil de Jacques de Baroncelli - El príncep Jean
- 1925: L'Orphelin du cirque de Georges Lannes, pel·lícula rodada en quatre episodis - Garment, el traïdor i Legru
- 1925: La Flamme de René Hervil, pel·lícula rodada en set episodis - Boussat
- 1925: Barocco de Charles Burguet - Barocco
- 1925: 600000 francs per mois de Nicolas Koline i Robert Péguy - John Durand
- 1926: La Proie du vent de René Clair - Pierre Vignal
- 1926: Nitchvo o La Menace de Jacques de Baroncelli - El comandant Cartier
- 1926: Martyre de Charles Burguet, pel·lícula rodada en dues èpoques - Palmiéri
- 1927: Feu ! de Jacques de Baroncelli - El comandant Frémier
- 1927: Charité de B. Simon - Jacques Valseran
- 1927: Maquillage de Félix Basch - Boris Machaïloff
- 1927: Die weisse sklavin d'Augusto Genina - El doctor Warnier
- 1927: Paname n'est pas Paris de Nicolaï Malikoff - Petó
- 1927: Les Ombres du passé de Fred Leroy-Granville - - Participació
- 1927: Koenigue Louise de Karl Grune - Napoleó
- 1928: L'Équipage de Maurice Tourneur
- 1928: Waterloo de Karl Grune - Napoleó
- 1928: Le Passager de Jacques de Baroncelli - El passatger
- 1928: Les Fourchambault de Georges Monca
- 1928: La Femme rêvée de Jean Durand - Angel Caal
- 1929: The White Slave de Augusto Genina
- 1929: Liebesfeuer d'Erich Waschneck
- 1929: Trois jours entre la vie i la mort de Paul Heinz
- 1929: La Plongée tragique de Paul Heinz
- 1929: Dans la nuit de Charles Vanel (igualment guionista i director) - L'obrer a la pedrera

#### Període sonor
- 1930: Chique, curt de Pierre Colombier - Fernand
- 1930: L'Arlésienne de Jacques de Baroncelli - Mitifio, el vigilant
- 1930: Accusée, levez-vous ! de Maurice Tourneur - Henri Lapalle
- 1930: Le Capitaine jaune d'Anders Wilhelm-Sandberg - El capità
- 1931: La Maison jaune de Rio de Robert Péguy i Karl Grune - King-Fu i Scalpa
- 1931: Maison de danses de Maurice Tourneur - Ramon
- 1931: Faubourg Montmartre de Raymond Bernard - André Marco anomenat Dédé
- 1931: Daïnah la métisse –mig metratge- de Jean Grémillon - Michaux, el mecànic
- 1932: Les Croix de bois de Raymond Bernard - El caporal Bréval
- 1932: Affaire classée -curtmetratge- de Charles Vanel - El firaire
- 1932: Gitanes de Jacques de Baroncelli - Léon
- 1932: Au nom de la loi de Maurice Tourneur - Lancelot
- 1933: L'Homme mystérieux -curt- de Maurice Tourneur - Pierre
- 1933: Au bout du monde o Les Fugitifs de Henri Chomette i Gustav Ucicky - Georges Laudy
- 1934: Le roi de Camargue de Jean de Baroncelli - Rampal
- 1934: Les Misérables de Raymond Bernard - L'inspecteur Javert en les tres èpoques: Une tempête sous un crâne - Les Thénardier - Liberté, liberté chérie
- 1934: Le Grand Jeu de Jacques Feyder - Clément
- 1935: L'Équipage d'Anatole Litvak - El tinent Maury
- 1935: Michel Strogoff de Jacques de Baroncelli i Richard Eichberg - Ogareff
- 1935: Le Domino vert de Henri Decoin i Herbert Selpin - Nébel, le l'escultor
- 1935: L'impossible aveu de Guarino Glavany - Fred
- 1936: Port Arthur de Nicolas Farkas - El comandant Vassidio
- 1936: La Peur o Vertige d'un soir de Victor Tourjansky - Robert Sylvain
- 1936: Jenny de Marcel Carné - Benoît
- 1936: Les Grands de Félix Gandéra - Henri Lormier
- 1936: La Flamme d'André Berthomieu - Victor Boussat
- 1936: Courrier Sud de Pierre Billon - Mr Herlin, l'ambaixador
- 1936: La Belle Équipe de Julien Duvivier - Charles
- 1936: Les Bateliers de la Volga de Wladimir Strijewski - El coronel Goreff
- 1936: L'Assault de Pierre-Jean Ducis - Alexandre Mérital
- 1937: Troika sur la piste blanche de Jean Dréville - Michel Steinberg
- 1937: Police mondaine de Michel Bernheim i Christian Chamborant - Salviati
- 1937: Les Pirates du rail de Christian-Jaque - Henri Pierson
- 1937: L'Occident de Henri Fescourt - Jean Cadière
- 1937: La Femme du bout du monde de Jean Epstein - Durc
- 1938: Abus de confiance de Henri Decoin - Jacques Ferney
- 1938: SOS Sahara de Jacques de Baroncelli - Llop
- 1938: Légions d'honneur de Maurice Gleize -El capità Dabran
- 1938: Carrefour o L'home de la nuit de Curtis Bernhardt - Roger de Vétheuil
- 1938: Bar du sud de Henri Fescourt - El capità Olivier
- 1939: Yamilé sous les cèdres de Charles d'Espinay - Rachid el Hamé
- 1939: La Brigade sauvage de Marcel L'Herbier i Jean Dréville - El general Kalitjeff
- 1939: La Piste du nord de Jacques Feyder - El caporal Dalrymple
- 1940: L'Or du Cristobal de Jean Stelli (començada per Jacques Becker) - El coronel, el cap de la policia
- 1940: La Nuit merveilleuse de Jean-Paul Paulin - El granger
- 1941: Le Diamant noir de Jean Delannoy - François Mitry
- 1942: Les affaires sont les affaires de Jean Dréville - Isidore Lechat
- 1942: Promesse a l'inconnue de André Berthomieu - Bernard Parker
- 1942: Haut le vent de Jacques de Baroncelli - François Ascarra
- 1943: Le soleil a toujours raison de Pierre Billon - L'home del mas
- 1943: La Sévillane de André Hugon
- 1943: Les Roquevillard de Jean Dréville - François Roquevillard
- 1944: Le ciel est a vous de Jean Grémillon - Pierre Gauthier
- 1945: L'enquête du 58 -curt - de Jean Tédesco
- 1945: La Ferme du pendu de Jean Dréville - François Raimondeau
- 1946: Gringalet d'André Berthomieu - Lucien Ravaut
- 1946: La Cabane aux souvenirs o L'home perdu de Jean Stelli - Laurageais
- 1947: Le Bateau a soupe de Maurice Gleize - El capità Hervé
- 1947: Le Diable souffle d'Edmond T. Gréville - Laurent
- 1948: Vertigine d'amore de Luigi Capuano - Resplantin
- 1949: In nome della leggede Pietro Germi - Passalacqua, el cap de la mafia
- 1949: La Femme que j'ai assassinée de Jacques Daniel-Norman - François Bachelin
- 1950: Tempête sur les Mauvents de Gilbert Dupré - El pare Noguère (És igualment coproductor de la pel·lícula)
- 1950: Malaire de Alejandro Perla (Versió Espanyola de la pel·lícula precedent)
- 1950: Plus fort que la haine / Gli Inesorabili de Camillo Mastrocinque - Luparello
- 1950: Cuori sul mare de Giorgio Bianchi - Le quartier-maître
- 1950: Brigade volante / Il Bivio de Fernando Cerchio - El comissari
- 1951: Son dernier verdict / L'Ultima sentenza de Mario Bonnard - El jutge Marcel Valsetti
- 1951: Trésor maudit / Incantesimo tragico de Mario Sequi - Bastiano, el pare de Pietro i Bertrand
- 1953: Le Salaire de la peur d'Henri-Georges Clouzot - Jo, un camionneur
- 1953: Tam tam nell'oltre Giuba de Carlo Sandri
- 1953: Une fille nommée Madeleine / Maddalena de Augusto Genina - Giovanni Lamberti
- 1954: Si Versalles s'expliqués (Si Versailles m'était conté...) de Sacha Guitry - Senyor de Vergennes
- 1954: L'Affaire Maurizius de Julien Duvivier - El procurador Wolf Andergast
- 1954: Les gaités de l'escadron / L'Allegro squadrone de Paolo Moffa - L'ajudant
- 1955: Les Diaboliques d'Henri-Georges Clouzot - Alfred Fichet, exinspector, detectiu privat
- 1955: To Catch a Thief d'Alfred Hitchcock - Bertani
- 1955: Un missionnaire de Maurice Cloche - El pare Gauthier
- 1955: Tam tam mayumbe de Gian-Gaspare Napolitano - El doctor Carlo Léonardi
- 1956: La muerte en el jardín de Luis Buñuel Portolés - Castin, el prospector
- 1956: Scandale a Milan / Difendo il mio amore de Giulio Macchi i Vincent Sherman - Verdisio
- 1957: Le Feu aux poudres de Henri Decoin - Albatras
- 1957: Les Suspects de Jean Dréville - El comissari Perrache
- 1958: Le Piège de Charles Brabant - El pare Caillé
- 1958: Le Gorille vous salue bien de Bernard Borderie - El coronel Berthomieu
- 1958: Rafles sur la ville de Pierre Chenal - Léonce Pozzi
- 1959: Les Bateliers de la Volga de Victor Tourjansky àlies Arnaldo Genoino - Ossip Siméonovitch
- 1959: Les Naufrageurs de Charles Brabant - Marnez, el vell cap de l'illa
- 1959: Pêcheur d'Islande de Pierre Schoendoerffer - L'armador Mével
- 1959: La Valse du Gorille de Bernard Borderie - El coronel Berthomieu
- 1960: La veritat (La Vérité) d'Henri-Georges Clouzot - Maître Guérin, l'advocat de Dominique
- 1960: María, matrícula de Bilbao de Ladislao Vajda
- 1961: Tintín i el misteri del toisó d'or (Tintin et le mystère de la Toison d'or) de Jean-Jacques Vierne - El pare Alexandre, l'ermità
- 1962: Quand la colère éclate / Lo Sgarro de Silvio Siano - Don Vincenzo
- 1963: Rififi a Tokyo de Jacques Deray - Van Eykine
- 1963: L'Aîné des Ferchaux de Jean-Pierre Melville - Dieudonné Ferchaux, banquer
- 1963: Un roi sans divertissement de François Leterrier - El procurador del rei
- 1963: Symphonie per un massacre de Jacques Deray - Paoli
- 1963: La steppe / La Steppa de Alberto Lattuada - El pope Christophère
- 1965: Le Chant du monde de Marcel Camus - Matelot
- 1967: Un home de més de Costa-Gavras - Passevin
- 1967: Ballade per un chien de Gérard Vergez - Viachet
- 1968: La Prisonnière d'Henri-Georges Clouzot - Ell mateix convidat a la festa
- 1968: Maldonne de Sergio Gobbi
- 1970: Ils... de Jean-Daniel Simon - El professor Swaine
- 1971: Comptes a rebours de Roger Pigaut - Juliani
- 1972: La Nuit bulgare de Michel Mitrani - Bohringer
- 1972: L'aventure c'est l'aventure de Claude Lelouch
- 1972: La più bella serata della mia vitad'Ettore Scola - El president Lutz
- 1972: Camorra de Pasquale Squitieri - De Ritis
- 1972: Les martiens - curtmetratge- d'Yves Ciampi
- 1973: Par le sang des autres de Marc Simenon - El rector
- 1975: Sept morts sur ordonnance de Jacques Rouffio - El professor Brézé
- 1976: Le calme règne dans le pays / Es herrscht Ruhe im Land de Peter Lilienthal - L'avi Parra
- 1976: Excel·lentíssims cadàvers (Cadaveri eccellenti) de Francesco Rosi - El procurador Varga
- 1976: Comme un boomerang de José Giovanni - Ritter
- 1976: A l'ombre d'un été (Pel·lícula inèdita) de Jean-Loup Van Belle - El pare
- 1976: Nuit d'or de Serge Moati - Charles, el pare
- 1977: Alice ou la dernière fugue de Claude Chabrol - Henri Vergennes
- 1977: Coup de foudre -Pel·lícula inacabada- de Robert Enrico - El vell príncep Granuki
- 1978: Ne pleure pas -Film per la TV, estrenada igualment a sales - de Jacques Ertaud- L'avi
- 1979: Le Chemin perdu de Patricia Moraz - Léon Schwartz
- 1980: La Puce i le privé de Roger Kay - Mathieu Fortier
- 1981: Tre fratelli de Francesco Rosi - Giuranna Donato
- 1987: Si le soleil ne revenait pas de Claude Goretta - Anzevui
- 1988: Les Stations du plaisir de Jean-Pierre Mocky - Charles Van-Berg

### Actor de televisió
- 1960: On roule a deux de Georges Folgoas - Mr Le Goff, antic corredor
- 1967: L'Arlésienne de Pierre Badel - Balthazar, el pastor
- 1968: La Séparation de Maurice Cazeneuve - Louis Vigne, el vell vidu
- 1968: Les Grandes Espérances de Marcel Cravenne - Abel Magwitch
- 1970: Sébastien i la Mary-Morgane Fulletó en 13 episodis de 26 minuts de Cécile Aubry - El capità Louis Maréchal, l'oncle de Sébastien
- 1972: Le Père Goriot, Telefilm de Guy Jorré d'Honoré de Balzac: Jean-Joachim Goriot
- 1972: Les Thibault, fulletó en 6 episodis de 90 minuts d'André Michel, per als 3 primers i Alain Boudet, per als 3 últims - Oscar Thibault
- 1973: Le Reflet dans la mer de Olivier Ricard - El baró Ucciani
- 1973: Au bout du rouleau de Claude-Jean Bonnardot - Wahley, el vell capità
- 1973: Le violon de Vincent de Jean-Pierre Gallo - Vincent
- 1974: Le Juge et son bourreau de Daniel Le Comte - El comissari Baerlach
- 1974: La vie de plaisance de Pierre Gautherin - Marcel
- 1975: Clorinda (Rodada a Portugal per T.V Munich) - Velhe Péralta
- 1978: Thomas Guérin, retraité de Patrick Jamain - Thomas Guérin
- 1978: Un comèdian lit un auteur: Jules Verne de Paul-André Picton - Narració
- 1979: Le mandarin de Patrick Jamain - Léon Chaput
- 1979: Charles Vanel ou la passion du métier Documental d'Armand Panigel - Ell mateix
- 1980: L'Oasis de Marcel Teulade - Monsieur Daru
- 1980: Otototoï de Richard Rein - Toine
- 1982: Les Michaud de Georges Folgoas - Léon Michaud